# Занько Григорій Дмитрович
Занько Григорій Дмитрович (нар.5 травня 1957, с. Заньки, Ніжинського р-ну Чернігівської обл.) — радянський та український архітектор, художник, поет.

## Біографія
Занькó Григорій Дмитрович (нар. 5 травня 1957, с. Заньки Ніжинського р-ну Чернігівської обл.).
У 1980 році закінчив  архітектурний факультет Київського інженерно-будівельного інституту (нині — Київський національний університет будівництва і архітектури).
З 1980 року працював  у Державному  інституті проєктування міст («ДІПРОМІСТО») в архітектурно-планувальній  майстерні № 4 по  проєктуванню театрів.
Головний архітектор  проєктів.
З 2006 року працював  заступником директора  проєктно-будівельного ТОВ «Агропромбудсервіс» м. Київ.

## Сім'я
Одружений з 1980 р. Дружина — Занькó Олена Федорівна. Народилася у 1960 році, росіянка, дизайнерка-модельєрка.
Діти:
Дочка — Журавéль Марія Григорівна (до шлюбу Занькó), народилася у 1982 році, українка, архітекторка. Її чоловік — Журавель Євгеній Миколайович, народився у 1982 році українець, архітектор. Їх діти: Поліна Євгеніївна Журавель — 2006 р.н; Аліна Євгеніївна Журавель — 2015 р.н.
Син — Занькó Федір Григорович. Народився у 1990 році, українець, архітектор. Його дружина — Занько Катерина Вікторівна (до шлюбу Марусéнко). Народилася у 1991 році, українка, дизайнерка-архітекторка.

## Реалізовані роботи
- 1981—1983 — Виробничо- оформлювальний комбінат на ВДНГ УРСР в м. Києві.[1] Архітектори: Віталій Юдін та Григорій Занько.
- 1983—1984 — Київський театр драми і комедії на лівому березі Дніпра.[1] (У складі авторського колективу).
- 1984—1988 — реконструкція Київського театру опери та балету ім. Т. Г. Шевченка (нині Національна опера України) із створенням поблизу нього Театральної площі.[1] (У складі авторського колективу).
- 1988—1992 — 7-поверховий житловий будинок на 28 квартир на вул. Миколи Соловцова № 3 у м. Києві.
- 1988—1992 — магазин «Овочі-фрукти» загальною площею 600 м.кв. на вул. Миколи Соловцова № 3 у м. Києві.
- 1989—1990 — храм УПЦ на 1000 прочан у с. Іваниківка Богородчанського р-ну Івано-Франківської обл.[1]
- 1991—1999 — Свято-Покровський храм УПЦ в пмт Іршанськ Володарсько-Волинського р-ну Житомирської обл.[1]
- 1991—2001 — Кафедральный собор УПЦ на честь 2000 річчя Різдва Христового у м. Коростені Житомирської обл.[1]
- 1994—1999 — Свято-Успенський храм УПЦ в м. Коростені Житомирської обл. [1]
- 1994 — реконструкція Свято-Георгіївського храму УПЦ з прибудовою дзвіниці у с. Мелені Коростенського р-ну Житомирської обл.[1]
- 1997—1998 — реконструкція корпусу № 1 під банк «Фінанси та кредит» на вул. Артема № 60 у м. Києві. Архітектори: Григорій Занько та Тетяна Єрофалова. [1]
- 1997—2019 — перша та друга черги будівництва православного Свято-Іоанівського монастиря із храмом Іоана Шанхайського в Квітучому провулку № 18 у м. Києві.
- 1999—2001 — храм євангелістів християн-баптистів на честь 2000 річчя Різдва Христового у пмт Макарів Київської обл.[1]
- 2000 — Блок-корпус готельного типу на бульварі Лесі Українки № 26B у м. Києві.
- 2001—2005 — реконструкція житлового будинку (пам'ятника архітектури) із надбудовою мансардного поверху на вул. О.Гончара № 45В у м. Києві.
- 2002—2010 — собор Андріана і Наталії УПЦ на Лісовому проспекті № 32 у м. Києві.[1]
- 2002—2008 — «Святі ворота» на території Свято-Троїцького монастиря УПЦ «Китаївська пýстинь» у м. Києві.[1]
- 2002—2008 — реконструкція частини будівлі № 1 під трáпезну Свято-Троїцького монастиря УПЦ «Китаївська пýстинь» у м. Києві.[1] Архітектор Григорій Занько та студентка арх.фак. КНУБА — Марія Занько.
- 2002—2008 — реконструкція частини будівлі № 1 під храм на честь 12 апостолів Свято-Троїцького монастиря УПЦ «Китаївська пýстинь» у м. Києві.[1] Архітектор Григорій Занько та студентка арх.фак. КНУБА — Марія Занько.
- 2002—2008 — аркада між храмом на честь 12 апостолів та трáпезною Свято-Троїцького монастиря УПЦ «Китаївська пýстинь» у м. Києві.[1]
- 2002—2008 — реконструкція будівлі № 2 під корпус настоятеля Свято-Троїцького монастиря УПЦ «Китаївська пýстинь» у м. Києві.[1]
- 2002—2008 — реконструкція будівлі № 3 під братський корпус Свято-Троїцького монастиря УПЦ «Китаївська пýстинь» у м. Києві.[1]
- 2002—2008 — реконструкція будівлі № 5 під братські келії Свято-Троїцького монастиря УПЦ «Китаївська пýстинь» у м. Києві.[1]
- 2002—2006 — розробка генерального плану та реконструкція з прибудовами житлового будинку під корпус настоятеля православного Свято-Іоанівського монастиря на вул. Поповича № 12 у с. Мала Солтанівка Київської обл.
- 2002—2006 — монастирські корпуси № 1 і № 1а із гаражами та «Святими воротами» між ними на території православного Свято-Іоанівського монастиря на вул. Поповича № 12 у с. Мала Солтанівка Київської обл.
- 2002—2006 — корпус№ 2 із трапезною Свято-Іоанівського монастиря на вул. Поповича № 12 у с. Мала Солтанівка Київської обл.
- 2002—2006 — каплиця Всіх святих на подвір'ї Свято-Іоанівського монастиря на вул. Поповича № 12 у с. Мала Солтанівка Київської обл.
- 2002—2017 — собор Різдва Богородиці УПЦ на вул. Рози Люксембург № 11 у м. Коростишів Житомирської обл.[1]
- 2002 — реконструкція історичної будівлі під Свято-Михайлівський храм УПЦ на вул. Дехтярівській № 19 у м. Києві.
- 2003 — придорожне кафе із мініготелем на вул. Т.Шевченка № 1А у м. Буча Київської обл.
- 2005 — «Святі ворота» на території Свято-Георгіївського храму УПЦ у с. Беліловка Ружинського р-ну Житомирської обл.
- 2005—2008 — надбудова 4-го поверху з дахом на будівлі автошколи на вул. Шолуденка у м. Вишгороді Київської обл.
- 2006—2008 — розробка генерального плану та братський корпус Свято-Преображенського монастиря УПЦ на вул. Ягідній в Голосіївському р-ні м. Києва.
- 2007—2017 — хрестильня на території собору Андріана і Наталії УПЦ на Лісовому проспекті № 32 у м. Києві.
- 2007-2012 — хрестильня, собор, усипальниця та ін. храмового комплексу Різдва Богородиці УПЦ на проспекті Академіка Глушкова № 11 у м. Києві.[1] Архітектори: Ольга Кругляк (стадії «Е», «П») та Григорій Занько (коригування стадії «П», розробка стадії «РД», авторський нагляд за будівництвом).
- 2008- сімейний мавзолей на 8 поховань, на Звіринецькому кладовищі у м. Києві. Архітектори: Григорій Занько та Євгеній Журавель.
- 2011-2014 — Хрестовоздвиженський храм УПЦ у с. Жóрнівка Київської обл.
- 2011-2014 — «Святі ворота» на території Хрестовоздвиженського храму УПЦ у с. Жóрнівка Київської обл.
- 2012-2019 — храм-хрестильня Іоана Шанхайського УПЦ на вул. Машинобудівників № 19 у м. Вишневе Київської обл.
- 2012-2016 — цокольний поверх храму св. Пантелеймона УПЦ на вул. Марини Раскової № 19 у м. Києві.
- 2012-2015 — храм Преображення Господнього УПЦ на вул. Старокиївській житлового масиву «Хутір Ясний» Києво-Святошинського р-ну Київської обл.
- 2014 — надбудова дзвіниці храму Божої Матері на честь ікони «Справляння по загинувшим» УПЦ у м. Вишневе Київської обл.
- 2013-2019 — реконструкція будівель «Олександрівського подвір'я», стіни якого межують із стінами храму Гроба Господнього у м. Єрусалим.
- 1985-2019 — приватні, присадибні житлові будинки загальною площею 150—1500 м.кв. із господарчими будівлями та без них на території України — 55 будинків (ще 2 у реалізації).

## Роботи у реалізації
- 1989 — житловий 9-12 поверховий будинок на 113 квартир, на вул. Шевченка–Шкільна у м. Вишгороді Київської обл.
- 2003 — реконструкція житлового будинку на вул. Овруцькій № 3 у м. Києві. / У складі авторського колективу/.
- 2003 — Свято-Казанський храм УПЦ на вул. Каштановій у м. Коростені Житомирської обл.
- 2007—2012 — блок-корпус загальною площею 2780 м.кв. храмового комплексу Різдва Богородиці УПЦ на просп. Академіка Глушкова № 11 у м. Києві[1]. Архітектори: Ольга Кругляк (розробка стадій «Е», «П») та Григорій Занько (коригування стадії «П», розробка стадії «РД», авторський нагляд за будівництвом).
- 2010 — собор Олександра Невського УПЦ на березі Азовського моря у м. Щолкіне АР Крим.
- 2012 — реконструкція історичного Свято-Покровського храму УПЦ у с. Македони Миронівського р-ну Київської обл.
- 2013 — храм УПЦ на території спортивного комплексу у с. Круглик Обухівського р-ну Київської обл. Архітектори: Григорій та Федір Заньки.
- 2013 — ритуальний комплекс із храмом Жон-Мироносиць УПЦ у м. Вишневе Київської обл.

## Роботи на шляху до реалізації
- 2002 — РД «Святі ворота» з капличками на вул. Китаївській  № 15А в м. Києві. Архітектор Григорій Занько та студентка  арх.фак. КНУБА — Марія Занько.
- 2003 — РД реконструкція магазину на вул. Китаївській № 15 під храм–хрестильню Свято-Троїцького  монастиря  «Китаївська пýстинь» УПЦ у м. Києві.
- 2011 — РП храм Святої Трійці УПЦ у пмт Чабани Київської обл.
- 2013 — РД храм Святої Трійці УПЦ у с. Рахманів Шумського р-ну Тернопільської обл.
- 2013 — РД «Святі ворота» на території храмового комплексу Вознесіння Господнього УПЦ на вул. Машинобудівників № 19 у м. Вишневе Київської обл. Архітектори: Григорій та Федір Заньки.
- 2013 — РД східні ворота із капличками на території храмового комплексу Вознесіння Господнього УПЦ на вул. Машинобудівників № 19 у м. Вишневе Київської обл. Архітектори Григорій та Федір Заньки.
- 2013 — РД прибудова вхідної групи загальною площею 752 м.кв. до собору Андріана і Наталії УПЦ на Лісовому проспекті № 32 у м. Києві. Архітектори: Григорій та Федір Заньки.
- 2013 — РП собор св. Іоана Предтечі УПЦ на вул. Залісній № 25а у м. Києві.
- 2013 — ЕП чотирипрестольний собор УПЦ на 27 км траси Київ — Луганськ в Обухівському р-ні Київської обл.
- 2014 — ЕП кафедральний собор УПЦ на вул. Героїв Сталінграду № 1а у м. Полтаві. Архітектори: Григорій та Федір Заньки.
- 2014 — ЕП трипрестольний собор на 3000 прочан на території храмового комплексу Вознесіння Господнього УПЦ на вул. Машинобудівників № 19 у м. Вишневе Київської обл. Архітектори: Григорій та Федір Заньки.
- 2013 — ЕП Дитячий приют на території храмового комплексу Вознесіння  Господнього УПЦ на вул. Машинобудівників № 19 у м. Вишневе Київської обл. Архітектори: Григорій та Федір Заньки.
- 2016 — ЕП храмовий комплекс пам'яті жертвам фашизму у роки Другої світової війни в Бабиному Яру м. Києва. Архітектори: Григорій та Федір Заньки.

## Фотографії окремих робіт

Реконструкція з надбудовою Національної опери України та створення Театральної площі із  підземно-наземними будівлями і спорудами. / У складі авторського колективу /. Фото 2020 р.
Кафедральний собор на честь 2000 річчя  Різдва Христового УПЦ у м.Коростені Житомирської обл. Фото 2003 р.
Театр драми і комедії на лівому березі Дніпра у м.Києві. /У складі авторського колективу/. Фото 2018 р.
Собор  Різдва Богородиці УПЦ у м.Коростишеві Житомирської обл. Фото 2015 р.
Реконструкція ж.будинку (пам’ятника архітектури) із надбудовою мансардного поверху на вул. О.Гончара №45 В у м.Києві. Фото 2018 р.
Собор Андріана і Наталії УПЦ на Лісовому  проспекті №32 у  м.Києві. Фото 2015 р.
Малі архітектурні форми Театральної площі у м.Києві. Фото 2018 р.
Хрестильня, собор та  усипальниця храмового комплексу  Різдва Богородиці УПЦ на проспекті академіка Глушкова № 11 у м.Києві. Архітектори: Ольга Кругляк та Григорій Занько. Фото  2014 р.
Корпус настоятеля Свято-Іоанівського монастиря у с. Мала Солтанівка Київської обл. Реконструкція  з прибудовами. Фото 2006 р.
Хрестовоздвиженський храм УПЦ у с. Жорнівка Київської обл. Фото 2015 р.
“Святі ворота” на території Хрестовоздвиженського храму УПЦ у с.Жорнівка Київської обл. Фото 2015 р.
Храм-хрестильня Іоана Шанхайського УПЦ у м.Вишневе. Фото 2019 р.
Монастирські корпуси №1 та №1А у с.Мала Солтанівка. Фото 2006 р.
Хрестильня УПЦ на Лісовому проспекті №32 у м.Києві. Фото 2017 р.
Свято-Покровський храм УПЦ у пмт Іршанськ. Фото 2001 р.
Монастирський корпус УПЦ на вул.Ягідній у м.Києві. Фото 2013 р.
Реконструкція храму УПЦ у с.Мелені. Фото 2001р.
«Святі ворота» Свято-Троїцького монастиря Китаївська пустинь УПЦ в м.Києві. Фото 2018 р.
Реконструкція історичної будівлі під Михайлівський храм УПЦ на території військової частини по вул. Дехтярівській №19 у м.Києві. Фото 2015 р.
Сімейний  мавзолей на 8 поховань (Звіринецьке кладовище у м.Києві).Архітектори: Григорій Занько та Євгеній Журавель. Фото 2018р.
Аркада між храмом та трапезною Свято-Троїцького монастиря УПЦ Китаївська пустинь у м. Києві. Фото 2009 р.
Свято-Преображенський храм УПЦ у ж.масиві «Хутір Ясний» Києво-Святошинського р-ну. Фото 2016 р.
Реконструкція історичної будівлі №1 під храм 12 апостолів Свято – Троїцького монастиря Китаївська пустинь у м.Києві. Архітеткор Григорій Занько та студентка арх.фак. КНУБА Марія Занько. Фото 2018р.
.Храм ЄХБ  на честь 2000 річчя Різдва Христового у пмт Макарів Київської обл. Фото 2001 р.
Реконструкція історичної будівлі під трапезну Свято-Троїцького монастиря УПЦ на вул. Китаївській №15 у м.Києві. Архітеткор Григорій Занько та студентка арх.фак. КНУБА Марія Занько. Фото 2018р.
Свято-Успенський храм УПЦ у м.Коростені. Фото 2003р.
Реконструкція будівлі №5 під братський корпус Свято-Троїцького монастиря Китаївська пустинь у м.Києві. Фото 2018р.
Перша та друга черги  будівництва Свято-Іоанівського монастиря на Квітучому  провулку №18 у м.Києві. Фото 2018 р.
Житловий будинок  на 28 квартир по вул. М.Соловцова№3 у м.Києві. Фото 2019р.
Реконструкція  будівлі №2 під корпус настоятеля Троїцького монастиря Китаївська пустинь УПЦ у  м.Києві. Фото 2009 р.
Виробничо-оформлювальний комбінат на ВДНГ УРСР у м.Києві. Архітектори: Віталій Юдін та Григорій Занько Фото 2019 р.
Приватний житловий будинок із прибудовою на вул.Лісовій №76к ж.м.Бортничі у м.Києві. Фото 2013р. /Один із 55-ти побудованих ж.будинків, ще 2 добудовуються/.
Робота у реалізації: храм УПЦ у с.Круглик Обухівського р-ну Київської обл. Архітектори: Григорій та Федір Заньки. Фото 2013 р.
Робота у реалізації: 1-собор Олександра Невського УПЦ на березі Азовського мор  в м.Щолкіне АР Крим. Фото 2017р; 2 –проєкт; 3 – служба у нижньому храмі в 2017р.
Робота у реалізації: Свят – Казанський храм УПЦ у м.Коростені Житомирської обл. Фото 2021 р.
Работа у реалізації: реконструкція історичного Свято Покровського храму УПЦ у с. Македони Київської обл. 1-фото 2012р. ; 2-фото 2017п.
Робота на шляху до реалізації: ЕП кафедрального собору УПЦ у м.Полтаві. Архітектори: Григорій та Федір Заньки
Робота на шляху до реалізації: ЕП храмового комплексу пам’яті у Бабиному Яру м.Києва. Архітектори: Григорій та Федір Заньки

## Нагороди

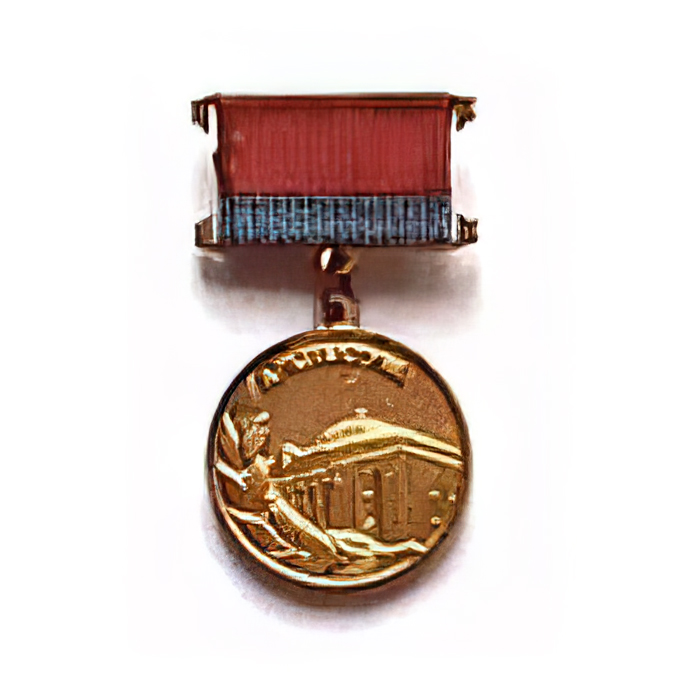
1990 – Державна премія України в галузі архітектури – за реконструкцію Державного академічного театру опери і балету УРСР імені Т.Г.Шевченка
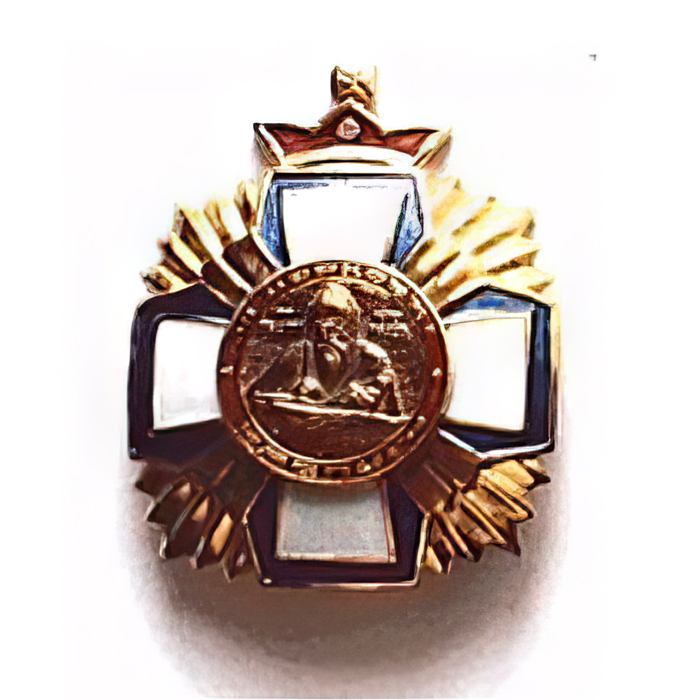
2001 – орден «Нестора-літописця» від Української Православної Церкви – за реалізацію проекту Кафедрального собору на честь  2000 річчя Різдва Христового у м.Коростені Житомирської обл.
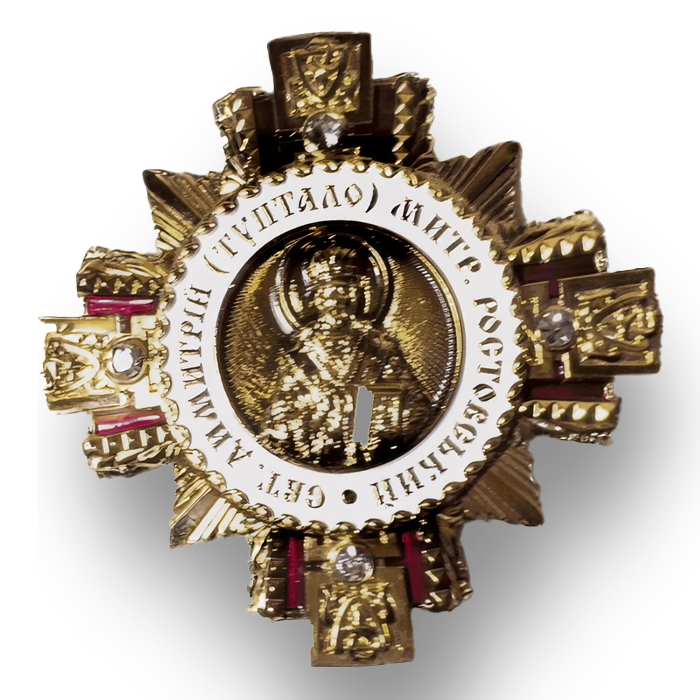
Орден «Святителя Димитрія» від Української Православної Церкви – за реалізацію  проекту в 2002-2010 рр. собору Андріана і Наталії на Лісовому п-ті, 32 в м.Києві.
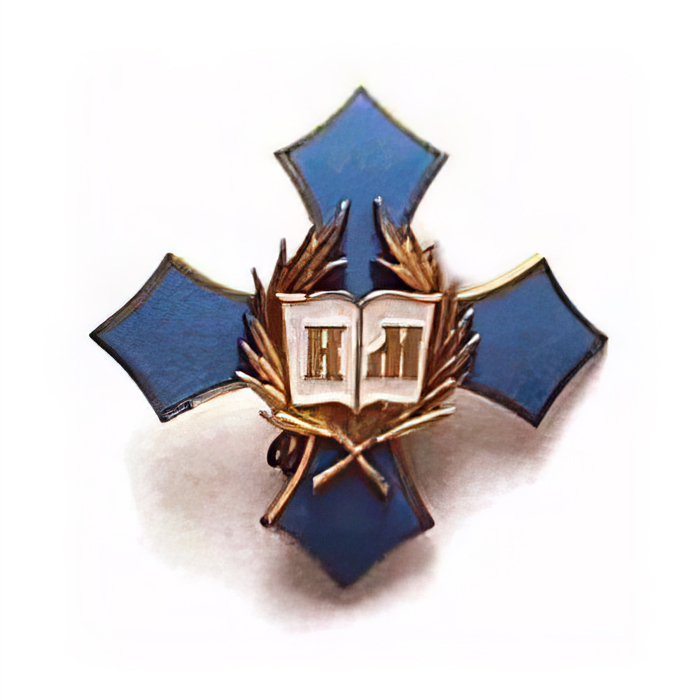
2014 – орден «Кирила і Мефодія» від Української Православної Церкви – за реалізацію проекту Хрестовоздвиженського храму у с.Жорнівка Київської обл.
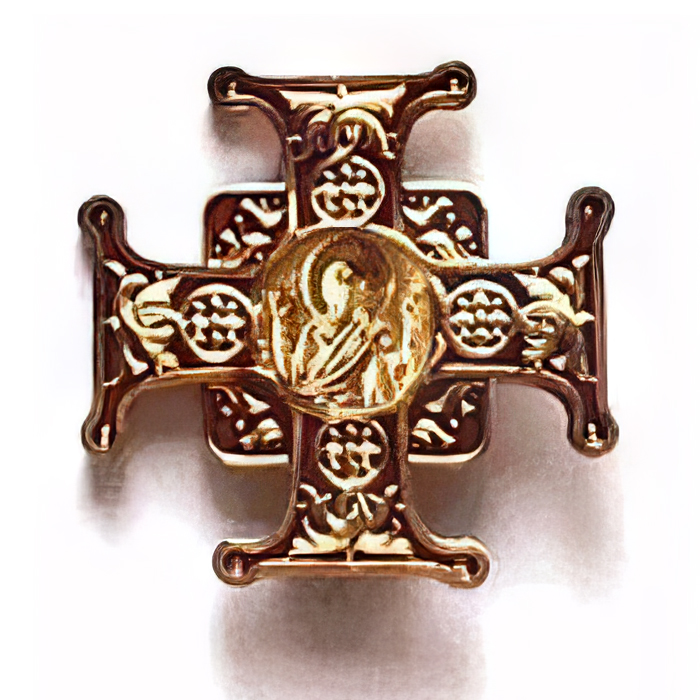
2019 – почесна нагорода від «Помісної Української Православної Церкви та побожного народу» - за реалізацію  проєктів  церковних будівель і споруд.

## Літературні та наукові видання

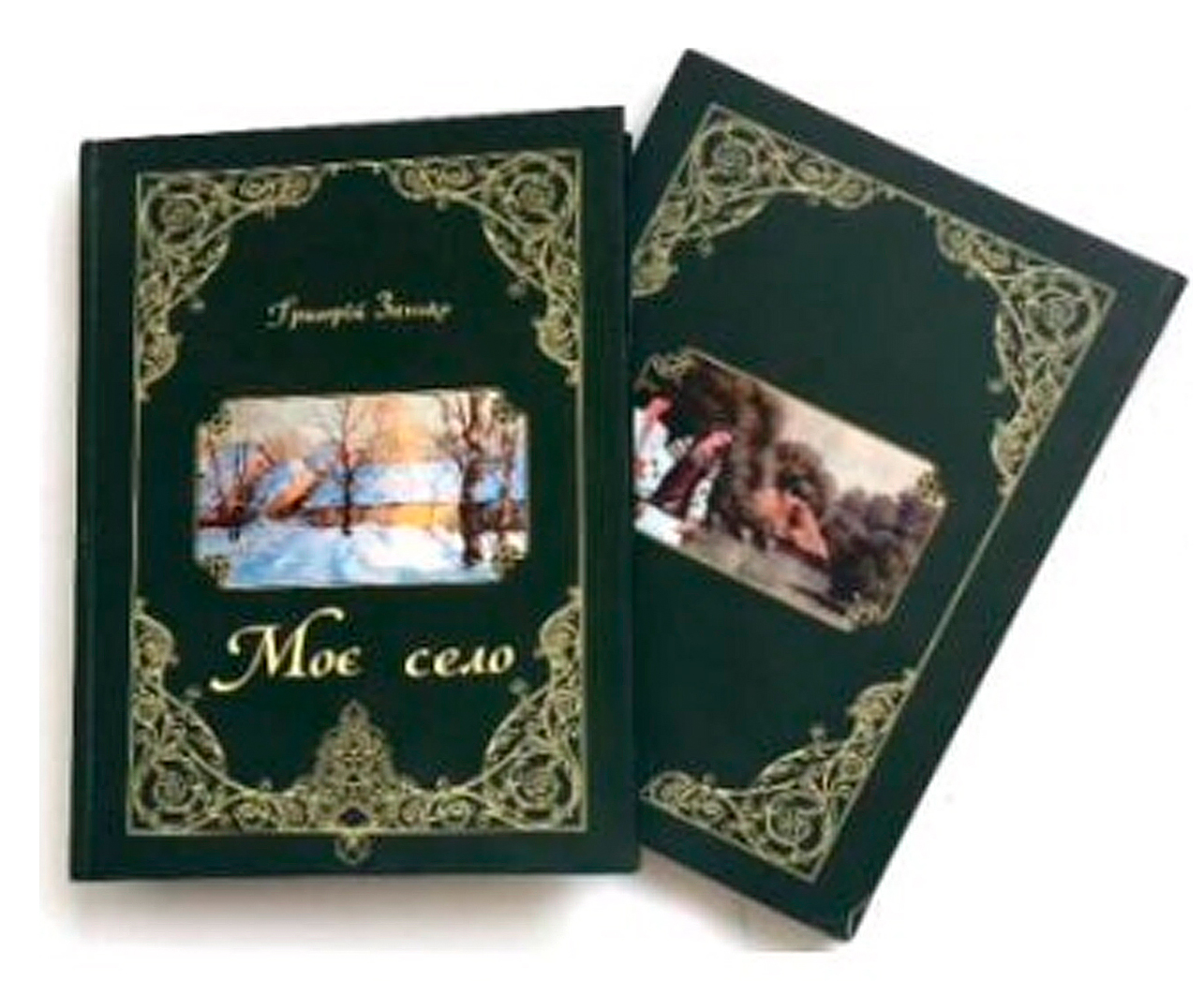
У 2019 р. вийшла з друку книга — Григорій Занько «Моє село». Книга віршованих творів та наукових досліджень про с. Заньки Ніжинського р-ну Чернігівської обл. Формат А-4; 368 с.; лазерний друк. Книга, що знаходиться в музеях та наукових бібліотеках України
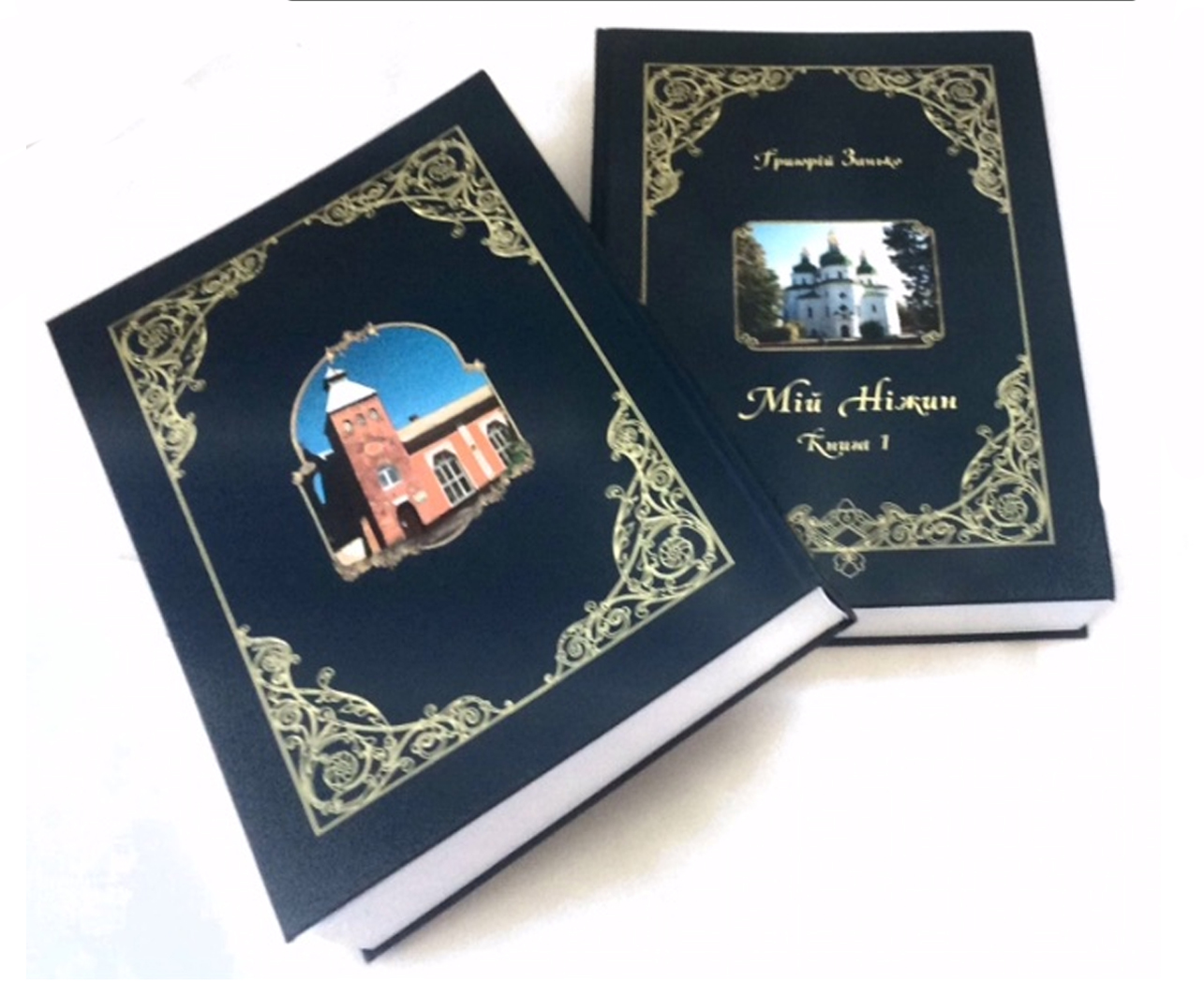
У 2024 р. вийшла з друку книга — Григорій Занько "Мій Ніжин. Книга 1". Віршовані твори, рисунки, креслення, гравюри, твори живопису, історичні фотографії та наукові дослідження про м. Ніжин Чернігівської обл. Формат А-4; 608 с.; лазерний друк.